# Panorama Tower
Panorama Tower, antes conocido como 1101 Brickell, es un rascacielos de uso mixto en el barrio de Brickell de Miami, Florida. Fue aprobado originalmente por la ciudad de Miami y la Administración Federal de Aviación en 2006, pero quedó suspendido debido a la Gran Recesión. El proyecto fue revivido en 2012 cuando el Sr. Hollo, presidente de Florida East Coast Realty (FEDR), anunció los planes para comenzar la construcción de la torre. En 2013, el proyecto fue revisado; finalmente el proyecto pudo continuar en pie hasta el 22 de junio de 2018, cuando finalmente todo Miami pudo observar la increíble belleza de esta torre de 869 pies (265 metros). 
El edificio tiene una gran variedad de actividades, aparte de ser uno de los resorts más lujosos de toda la capital floridense, también es uno de los más espaciosos. Por ejemplo, el hotel boutique Hyatt Centric es una las áreas más concurridas de la estructura, ya sea por sus grandes piscinas, o por sus spas para mascotas.
Actualmente es el edificio más alto de Miami, y también de Florida aunque se están plantando proyectos de gran innovación en la zona, que incluso podrían superar a este edificio tan emblemático de la ciudad. Mientras que todo el sitio está erigido técnicamente en 1101 Brickell Avenue, el edificio en realidad se encuentra en la parte posterior del lote, detrás de dos edificios de oficinas existentes, a lo largo de Brickell Bay Drive.
Desde 2018, las instalaciones son compartidas entre los residentes y los huéspedes del hotel. Los inquilinos aficionados a la música tienen acceso al salón Musa, un estudio donde pueden tocar cualquier instrumento sin molestar a los vecinos.

## Historia
Una propuesta para una torre en 1101 Brickell Avenue por el desarrollador Leviev Boymelgreen fue aprobado por la Ciudad de Miami y la FAA en 2006. El 849 pies (259 metros) edificio era para contener 270 000 pies cuadrados (25 083,8 m²) de espacio de oficinas, 30 000 pies cuadrados (2787,1 m²) de venta al por menor, así como 650 residencias. Sin embargo, el proyecto quedó en suspenso debido a la caída de la burbuja inmobiliaria de Estados Unidos. el sitio del proyecto fue comprado por el veterano desarrollador de Miami Tibor Hollo de Florida East Coast Realty en 2009; el precio de compra de $33 millones incluido el sitio de tres hectáreas y edificios de oficinas existentes, construido en 1964 y 1985.
En 2012, comenzó a desarrollar Hollo planes para el proyecto, y el nombre de "Panorama Tower" fue introducido. La altura se mantuvo en 849 pies (259 m), pero el número de unidades se cotizaba a 724. Hollo revisó los planes en 2013. La FAA requiere la altura de la estructura que bajar a 822 pies (251 m). Después, el edificio fue diseñado para incluir 821 unidades residenciales y 250 unidades hoteleras, así como aproximadamente 83 000 ft² (7710,9 m²) de venta al por menor y aproximadamente 39 000 ft² (3623,2 m²) de espacio de oficinas en el pedestal de 13 pisos, que también incluiría alrededor de 1500 plazas de aparcamiento. Moshe Cosicher, el arquitecto en casa de la compañía Hollo, fue anunciado como el nuevo arquitecto del proyecto, la sustitución de Kobi Karp. En 2014, se informó el pedestal de estacionamiento, ahora se muestra como 19 pisos y citado a tener 2.000 plazas de aparcamiento, para incluir 100 000 pies cuadrados (9290,3 m²) de espacio de oficina médica y cerca de 50 000 pies cuadrados (4645,2 m²) de espacio comercial. El número de habitaciones de hotel se redujo a 208.
La preparación del terreno comenzó a finales de 2013 con el claro del sitio y la demolición de un garaje de estacionamiento existente, con el trabajo de la fundación a partir de junio de 2014, cuando con sede en California Tutor Perini fue galardonado con los EE. UU. 255 millones dólares contrato como contratista principal.
En 2014, el edificio se convirtió en el primer desarrollo en la ciudad de Miami para ser parte del programa de visa EB-5. Cuando se haya presentado la solicitud a finales de 2012, se afirmó que este inmigrante sistema de inversión podría financiar alrededor del 15% del proyecto.

## Interior
La entrada llama la atención de todos los visitantes, esta es una entrada que presume con serenidad y belleza la posición social del edificio. La luz natural entra por las grandes ventanas de vidrio que rodean la sala, dejando también un toque emblemático a las barras de metal que aguardan con impaciencia en la sala de recepción.
Cuanto más nos adentramos en el hotel más sorprendidos nos podemos quedar, abajo hay un gran pasillo con vigas de madera en el que se consagran los 821 apartamentos de lujo que están listos para ser alquilados. Los cristales alumbran más el área, dando un toque de lujo junto al suntuoso material usado para este gran edificio.
Todos los apartamentos tienen un espacio inimaginable, el lujo se respira con tan solo poner un pie en cualquier apartamento, también los grandes cristales que reflejan toda la ciudad con orgullo le dan ese toque de belleza a este tipo de áreas. Todos los materiales están a prueba de huracanes, algo que da un toque de tranquilidad y relax a los que se estacionan en estos apartamentos.